# باتريك شو (دراج)
باتريك شو (بالإنجليزية: Patrick Shaw)‏ هو دراج أسترالي، ولد في 19 فبراير 1986 في فيكتوريا في أستراليا.

## وصلات خارجية
- باتريك شو على موقع الاتحاد الدولي للدراجات (الإنجليزية)
- باتريك شو على موقع أرشيف الدراجات (الإنجليزية)
- باتريك شو على موقع إحصائيات الدراجات الإحترافية (الإنجليزية)
- باتريك شو على موقع نسبة الدراجات (الإنجليزية)